# Xylocopa amazonica
Xylocopa amazonica är en biart som beskrevs av Günther Enderlein 1913. Xylocopa amazonica ingår i släktet snickarbin, och familjen långtungebin. Inga underarter finns listade i Catalogue of Life.